# Rue du Colonel-Pointurier
La rue du Colonel-Pointurier (en occitan : carrièra del Coronèl Pointurier) est une voie de Toulouse, chef-lieu de la région Occitanie, dans le Midi de la France. Cette vieille rue médiévale a conservé son aspect ancien, malgré les destructions de la rue Théodore-Ozenne, au début du XXe siècle.

## Situation et accès

### Description
La rue du Colonel-Pointurier est une voie publique. Elle se trouve dans le quartier Saint-Étienne.
Elle mesure 85 mètres de long. Cette rue étroite a conservé son gabarit médiéval et ne fait que 3 mètres de large. Elle naît perpendiculairement à la rue du Languedoc et se prolonge vers l'est pour se terminer au carrefour de la rue Théodore-Ozenne. Elle est prolongée au-delà par la rue de la Pleau, qui aboutit à la place Perchepinte, au carrefour de la grande-rue Nazareth, de la rue Mage et de la rue Perchepinte.
La chaussée compte une seule voie de circulation automobile en sens unique, de la rue Théodore-Ozenne vers la rue du Languedoc. Elle est définie comme une zone de rencontre et la vitesse y est limitée à 20 km/h. Il n'existe pas de bande, ni de piste cyclable, quoiqu'elle soit à double-sens cyclable.

### Voies rencontrées
La rue du Colonel-Pointurier rencontre les voies suivantes, dans l'ordre des numéros croissants (« g » indique que la rue se situe à gauche, « d » à droite) :
1. Rue du Languedoc
2. Rue Théodore-Ozenne

## Odonymie
La rue du Colonel-Pointurier tient son nom de René Pointurier (1901-1944), lieutenant-colonel de l'armée française engagé dans la Résistance en 1941, membre du Camouflage du Matériel (CDM) et du réseau Morhange de Marcel Taillandier. Mort en déportation en 1944 dans le camp de Mauthausen, son nom fut donné à la partie ouest de la rue de la Pleau en 1947.
Au Moyen Âge, et au moins à partir du XVe siècle, elle porta, avec l'actuelle rue de la Pleau, les noms de rue de Belcastel, parfois altéré en Vieil-Castel, et de rue de Malbec, à cause de deux importantes familles toulousaines, les Belcastel et les Malbec. Elle prit le nom de la famille La Pleau au début du XVIIe siècle,. En 1794, pendant la Révolution française, elle reçut quelque temps le nom de rue Liberalité,.

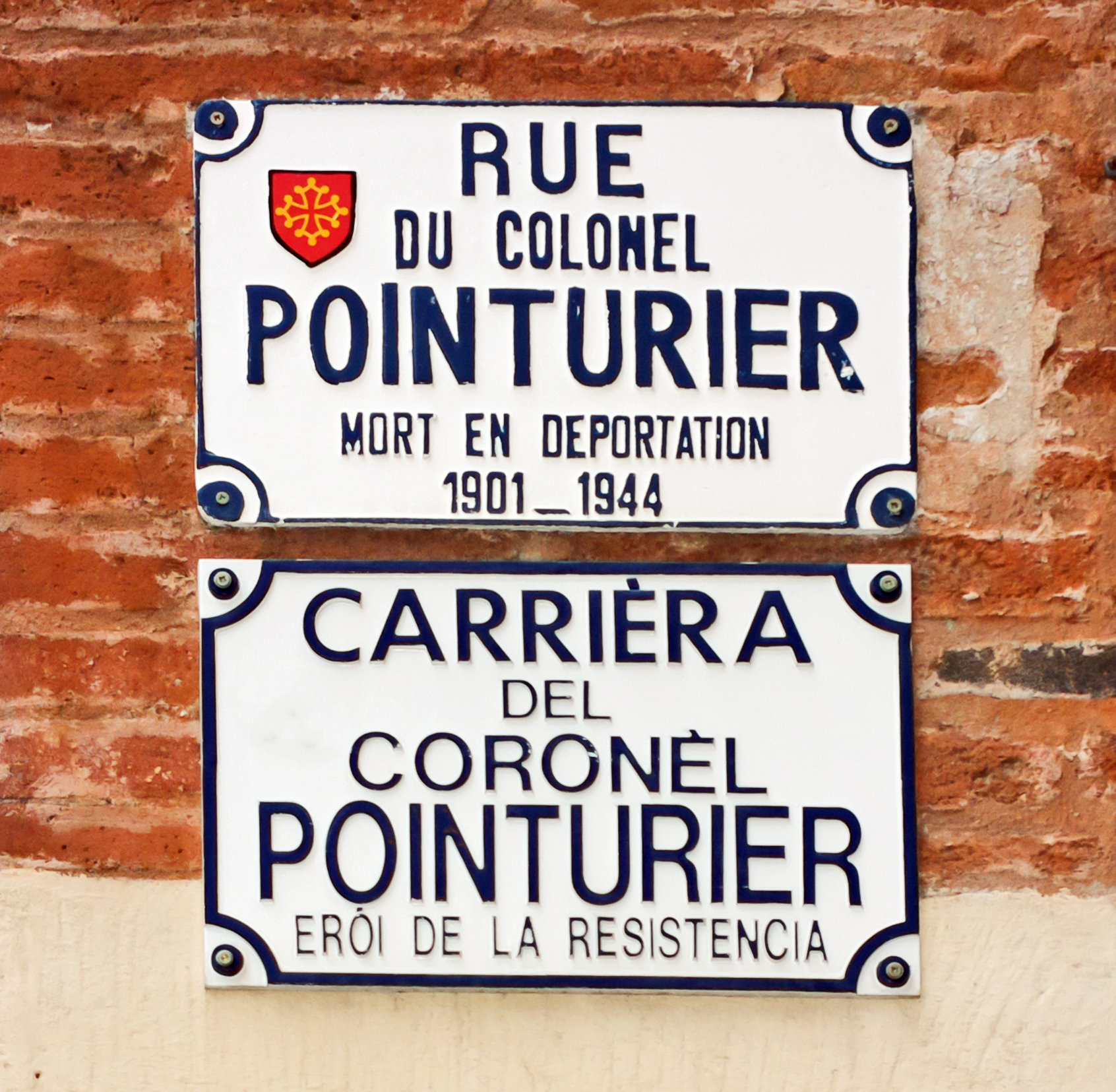
Plaques de rue en français et en occitan.
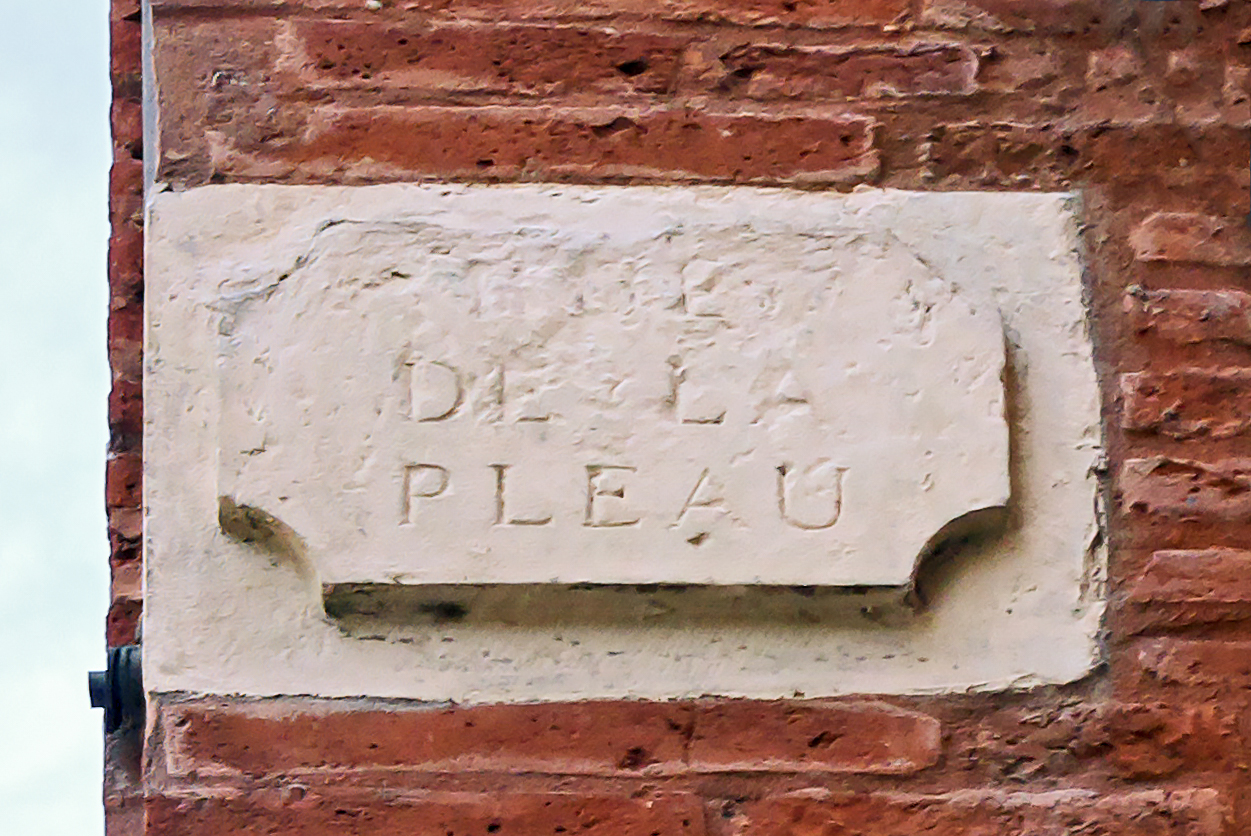
Pierre de rue.

## Histoire
Au Moyen Âge, la rue du Colonel-Pointurier appartient au capitoulat de Saint-Barthélémy et partage l'histoire et le nom de la rue de la Pleau, qu'elle prolonge à l'ouest. La population de la rue, comme celle des rues voisines, est en grande partie composée de gens de loi et elle porte d'ailleurs les noms de plusieurs importantes familles toulousaines : les Belcastel, les Malbec et, enfin, les La Pleau, qui ont leur hôtel à l'angle de la rue (actuel no 17 rue de la Pleau) et de la place Perchepinte. La plupart des maisons qui donnent sur la rue ont cependant leurs entrées sur les rues voisines d'Aussargues, du Vieux-Raisin (actuelle rue du Languedoc) et Nazareth. En 1794, pendant la Révolution française, la rue est renommée rue Libéralité.
Relativement épargnée par les travaux de réaménagement et d'élargissement qui touchent la ville au XIXe siècle, la rue de la Pleau connaît des bouleversements au XXe siècle. Le percement de la rue Théodore-Ozenne, entre 1908 et 1912, transforme le visage de la rue qui se trouve coupée en deux et perd plusieurs maisons (anciens no 5 à 9 et 4 à 6). Après la Seconde Guerre mondiale, en 1947, la partie ouest de la rue de la Pleau prend le nom de René Pointurier.